# Страница любви
«Страница любви» (фр. Une page d’amour) — восьмой роман из двадцатитомной серии «Ругон-Маккары» французского писателя Эмиля Золя. Печатался с 11 декабря 1877 по 4 апреля 1878 в дижонском журнале Le Bien public. Впервые выходит одной книгой в издательстве Charpentier в апреле 1878.
В 1978 году роман был экранизирован бельгийским режиссёром Морисом Рабиновичем с участием Сами Фрей и Джеральдиной Чаплин.

## Сюжет
Действие романа происходит в 1854—1855 годах в Париже, в жилом буржуазном районе Пасси.
События начинают разворачиваться в половине второго ночи. Шумы улицы давно смолкли и лишь невнятный гул Парижа доносился до покоев, в которых спала молодая женщина Элен Гранжан, главная героиня книги, и её дочь Жанна одиннадцати с половиной лет. Как только часы пробили два, из соседней комнаты, в которой спала её дочь, донёсся вздох, затем послышалось прерывистое дыхание. Поспешно войдя в соседнюю комнату, мать увидела, что тело её дочери исказила судорога. Элен овладевает паника. Разбудив свою служанку Розали, Элен бежит к доктору Бодену, который раньше лечил Жанну, но врача не оказывается дома. Отчаявшись, Элен стучит в первый попавшийся ей дом, дверь открывает лакей и говорит ей, что доктор доктор Деберль уже в постели.

Значит, Господь не оставил её: она позвонила у двери врача!

Ничего толком не объясняя, Элен лишь все время твердила, что её дочь умирает. Она устремляет доктора за собой. Оказывается, что Элен знакома доктору, ведь она живёт в соседнем доме, принадлежащем ему, но в такую минуту она едва вспоминает об этом. Вовремя подоспев, врачу приходилось справляться с целой серией приступов. Девочка очень слабенькая, ей и без того постоянно нездоровится. Приступы продолжали разражаться, но постепенно сошли на убыль. После окончания последнего приступа доктор просидел у постели Жанны ещё около часа, дожидаясь, когда дыхание девочки наладится.
На следующее утро Элен решает нанести благодарственный визит доктору, но, в силу своей застенчивой натуры, тянет с ним в течение 2-х дней.
Решившись на визит, молодая женщина и её дочь (обе находились в глубоком трауре, причиной которого стала смерть мужа Элен, отца девочки). Однако, Элен не застала врача дома, выяснив при этом, что он женат, когда застала её, а также находившуюся в доме Деберлей гостью мадемуазель Орели. Его жена — миловидная взбалмошная брюнетка по имени Жюльетта. В этой гостиной Элен чувствует себя неуютно, ведь она совсем не знает, как поддержать светский разговор, да, к тому же, все напускное ей чуждо. Дама за дамой наносили свои визиты Жюльетте: госпожа Бертье, госпожа де Гиро, госпожа Левассер… Пожаловал красавец Малиньон.
Когда же в гостиной остались только «свои», Жюльетта велела гувернантке мисс Смитсон привести Люсьена, маленького сына доктора Деберля. Происходит первое знакомство маленькой Жанны и Люсьена, которое всех чрезвычайно умилило. В гостиной также появляется 16-летняя сестра Жюльетты Полина и «круглолицый румяный старичок» — господин Летелье, их отец. Так, не застав доктора дома, Элен знакомится с его семьёй.
По вторникам у Элен обедали г-н Рамбо и аббат Жув. Сначала они приходили, чтобы хоть как-то поддержать вдову, а затем такие встречи стали традицией. Розали всегда очень старалась, зная, что они придут, и готовила самый лучший обед. За такими обедами они коротали вечера, обсуждали насущные дела, справлялись о здоровье друг друга. Аббат Жув доверял Элен навещать своих больных, одним из которых была тётушка Фэтю.
С тех пор как Элен нанесла первый визит в дом Деберлей, отношения их наладились, она вместе с девочкой стала часто приходить в сад Деберлей, где они часто сидели в беседке, выполненной в японском стиле. Сад преображался на их глазах по мере того, как оголённые растения и деревья одевались листвой весной и покрывались буйной зеленью летом. В беседке часто происходили разные беседы между Элен, Жюльеттой, Малиньоном, Полиной и доктором Деберлем. Детей тоже часто брали в сад, казалось, что им очень нравится играть друг с другом, хотя Люсьен был не такой сообразительный как Жанна. За это время Элен лучше узнаёт чету Деберль, их окружение. Жюльетта — неутомимая женщина, обуреваямая жаждой различных предприятий: устройством балов, званых обедов и ужинов, она часто бывает с визитами в Париже. Темой её разговоров оказываются самые последние новости, но, как правило, это лишь «дань моде», Элен она кажется глуповатой и недалёкой болтушкой. Элен становится свидетельницей личной жизни Деберлей в силу того, что ей очень часто приходится общаться с доктором и его супругой. Мало-помалу Элен замечает, что между ней и доктором наметилась какая-то незримая связь, своего рода общая симпатия.
Тем временем аббат намекает Элен, что её добровольное затворничество не может привести ни к чему хорошему, намекая на то, что ей следует повторно выйти замуж:

— Конечно, это очень сладостно. Вы чувствуете себя вполне счастливой, я понимаю. Но тот, кто вступил на наклонный путь одиночества и мечты, никогда не знает, куда он его приведет… О, я знаю вас, вы неспособны ни на что дурное… Но рано или поздно вы рискуете утратить на этом пути свой душевный покой. Придет день — и то место, которое вы оставляете пустым возле себя и в себе, окажется заполненным мучительным чувством, в котором вы сами не захотите себе признаться.

Кандидатурой, на которую так активно намекает аббат, оказывается г-н Рамбо; одна мысль о том, что он может стать её мужем, приводит Элен в замешательство: ведь она его совсем не любит. Однако у него установились очень тёплые отношения с её дочерью, которую тот, судя по всему, очень любит. Но как только девочка узнаёт, что г-н Рамбо будет ей «как папа», будет «целовать» её мать, она, было согласившаяся на то, чтобы Рамбо «был с ней каждый день», понимает смысл взрослого разговора и его намерений относительно её матери и даёт отрицательный ответ. Элен, не желая травмировать свою дочь, медлит с выносом вердикта, настаивая на том, что она сама все скажет г-ну Рамбо, как только наступит подходящий момент. Рамбо тешит себя надеждой, ведь отрицательного ответа ему так и не дали.
Встречи доктора и Элен наедине становятся все более частыми, как правило они происходят в саду, пока Жюльетта наносит очередной визит. Элен, чтобы не скомпрометировать себя, не отпускала девочку ни на шаг, таким образом та всегда оставалась свидетельницей их встреч.
Тем временем Жюльетта организовывает детский бал, открывать который должны Люсьен и Жанна. Во время приготовлений к балу было решено, что Люсьен будет одет в костюм маркиза, а Жанна предпочла, чтобы её костюм остался в тайне, пожелав устроить всем сюрприз.